# Segreto (album)
Segreto è il quarto album della cantautrice pop rock italiana Laura Bono, pubblicato il 27 novembre 2015 dall'etichetta discografica indipendente La mia isola, fondata dalla cantautrice.

## Descrizione
Il disco è stato interamente scritto e autoprodotto da Laura Bono insieme a Davide Tagliapietra, che ne ha curato anche la produzione. È stato anticipato dal singolo radiofonico Fortissimo, cover dell'omonima canzone di Rita Pavone, e da Un minuto dolcissimo.
L'album è stato autofinanziato dalla cantante grazie ad una campagna di crowdfunding su Musicraiser.
Una delle tracce dell'album, Voglio te, vede la collaborazione artistica di Gianna Nannini nelle vesti di compositrice della musica e co-autrice del testo.

## Tracce
Testi e musiche di Laura Bono e Mario Natale.
Per il brano Voglio te invece Laura Bono e Gianna Nannini.
1. Sto pensando a te – 3:39
2. Segreto – 3:38
3. Un minuto dolcissimo – 3:34
4. Canzone semplice – 3:48
5. Dopotutto è normale – 3:34
6. Voglio te – 3:55 (testo: Gianna Nannini)
7. Pietro torna indietro – 4:10
8. Angolazione differente – 3:52
9. I pescecani – 3:57
10. Diluvio – 3:36
11. Fortissimo – 3:09

Durata totale: 40:52

## Formazione
- Laura Bono – voce
- Davide Tagliapietra – chitarra, programmazione, tastiera
- Paolo Costa – basso
- Lele Melotti – batteria
- Will Medini – pianoforte, tastiera
- Luca Scarpa – pianoforte
- Mimmo Valente – sax
- Simone D'Eusanio – archi in "Fortissimo"